# Åse Michaelsen
Åse Michaelsen, född 4 juni 1960 i Mandal, är en norsk politiker i Fremskrittspartiet. Hon valdes in i Stortinget 2005.